# Wilhelm von der Schulenburg

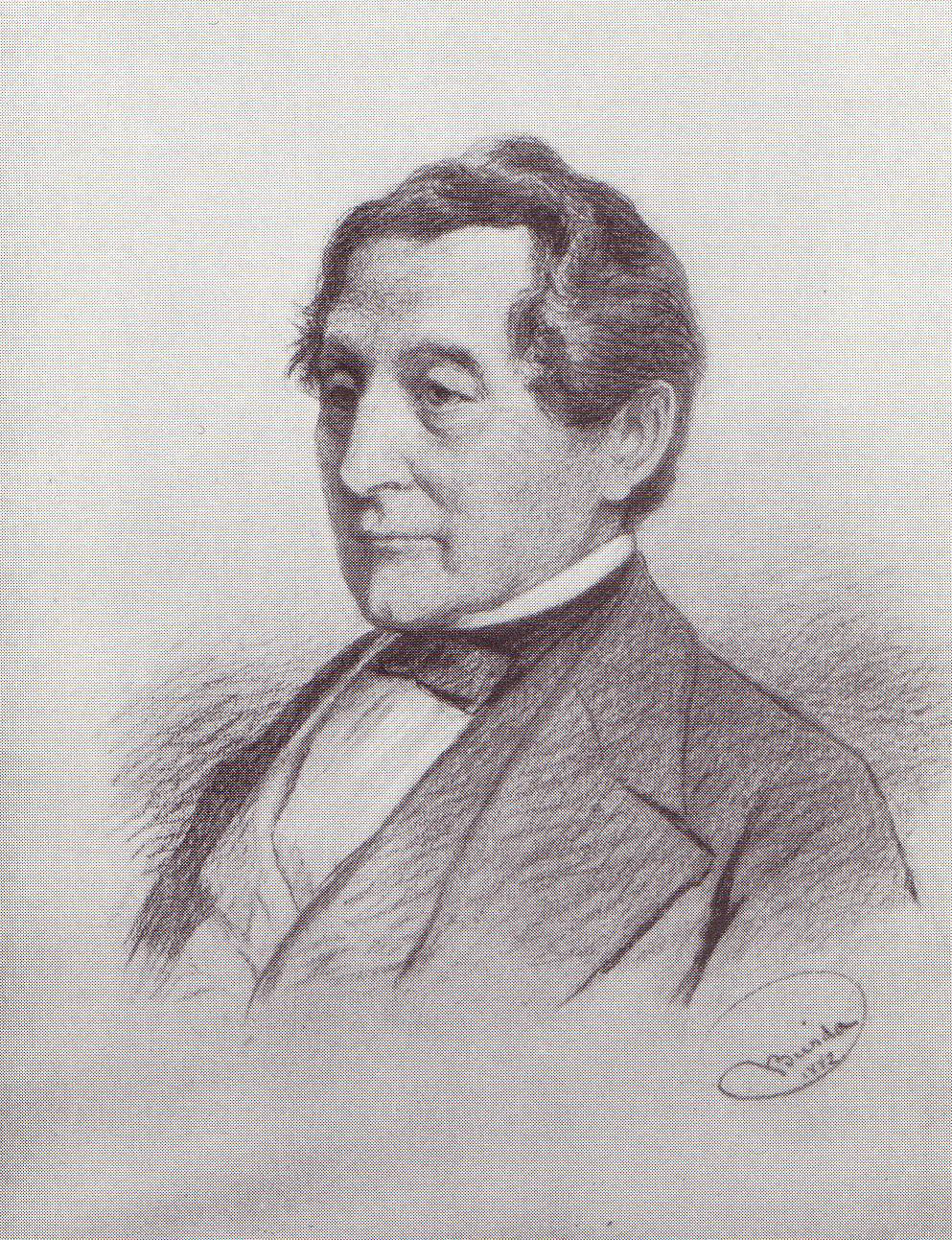
Wilhelm von der Schulenburg (1882)

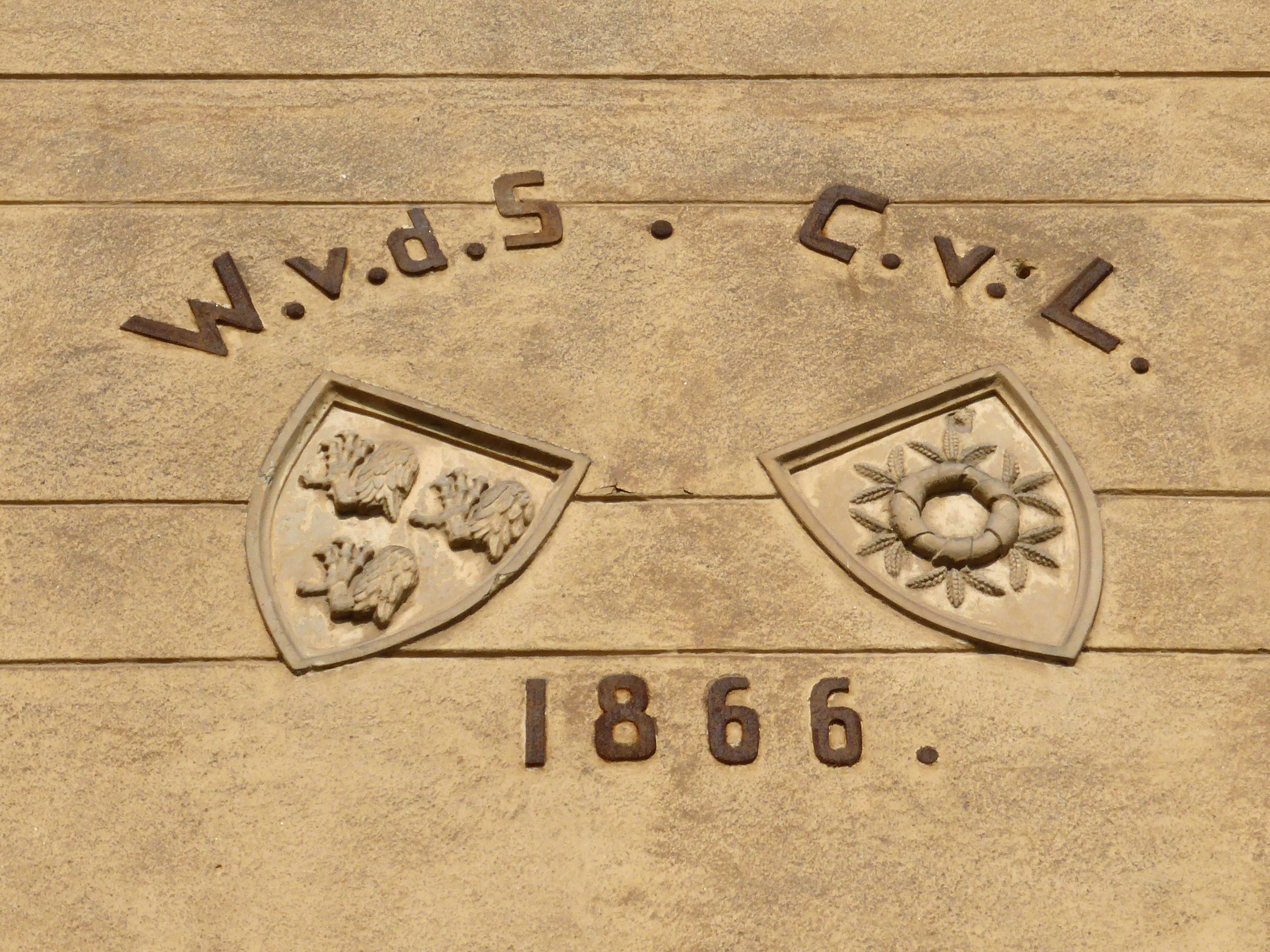
Inschrift und Wappen von Wilhelm von der Schulenburg und seiner Frau Clara geb. von Lattorff am Apenburger Hof in Beetzendorf

Otto Ludwig Wilhelm Ferdinand von der Schulenburg (* 15. Juni 1806 in Berlin; † 5. Mai 1883 in Beetzendorf) war preußischer Landrat und Landesdirektor der Altmark.

## Familie
Schulenburg entstammte dem 1237 erstmals urkundlich erwähnten altmärkischen Adelsgeschlecht derer von der Schulenburg. Er war der Sohn des königlich preußischen Rittmeisters und Landrats Leopold Wilhelm von der Schulenburg (1772–1838), Gutsherr auf Priemern, Bretsch mit Dewitz und Drüsedau, Lindhof, Beetzendorf, Apenburg mit Rittleben, Winterfeld, Probstey Salzwedel, Maaßleben, Eichstedt und Seegarden, und der Juliane von Kirchbach (1785–1873).
Schulenburg heiratete in erster Ehe am 27. September 1833 auf Gut Rühstädt in der Prignitz (Brandenburg) Bertha von Jagow (* 6. Januar 1813 in Berlin; † 20. Oktober 1835 auf Gut Salzwedel), die Tochter des Erbjägermeisters der Kurmark Brandenburg Friedrich von Jagow, Gutsherr auf Rühstädt, Quitzöbel und anderen, und der Adelaide Gräfin von Hacke. In zweiter Ehe heiratete er am 28. April 1839 auf Gut Klieken Klara von Lattorff (* 13. August 1819 auf Gut Klieken; † 5. Januar 1890 auf Gut Beetzendorf), die Tochter des königlich preußischen Kammerherrn Carl von Lattorf, Gutsherr auf Klieken-Oberhof, und der Amalie Freiin von Houwald (Haus Straupitz). Seine Söhne waren u. a. der Erbküchenmeister und königlich preußische Landrat Werner von der Schulenburg (1841–1913) und der Generalmajor Bernhard von der Schulenburg (1844–1929).

## Leben
Schulenburg war Stifter des Fideikommiss Beetzendorf und Probstey Salzwedel, Erbküchenmeister der Kurmark Brandenburg. Er war königlich preußischer Wirklicher Geheimrat und Landrat, außerdem Landesdirektor der Altmark, Rechtsritter des Johanniterordens und Mitglied des Preußischen Herrenhauses.

## Ausgrabung

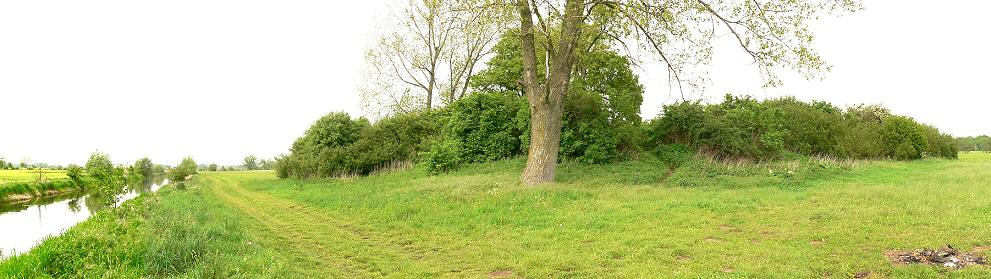
Burghügelreste der Schulenburg in der Altmark

Schulenburg ließ in seiner Funktion als langjähriger Vorsitzender des Altmärkischen Vereins für Vaterländische Geschichte und Industrie die Burgstelle der Schulenburg bei Stappenbeck ausgraben und richtete sie wieder her. Bei der Ausgrabung wurden mittelalterliche Waffen sowie Geräte gefunden. Die im 14. Jahrhundert wüst gefallene Burg war der namensgebende Stammsitz seines Geschlechts.